# Марія Кароліна Австрійська (1825—1915)
Марія Кароліна Луїза Крістіна Австрійська (нім. Maria Karolina von Österreich, також Марія Кароліна Габсбург-Лотаринзька, нім. Maria Karolina von Habsburg-Lothringen; 10 вересня 1825 — 17 липня 1915) — ерцгерцогиня Австрійська з династії Габсбургів, донька герцога Тешинського Карла Людвіга та принцеси Генрієтти Нассау-Вайльбурзької, дружина ерцгерцога Австрійського Райнера. Благодійниця.

## Біографія
Марія Кароліна Луїза Крістіна народилася 10 вересня 1825 року у Відні шостою дитиною та другою донькою в родині герцога Тешинського Карла Людвіга та Генрієтти Александріни Нассау-Вайльбурзької. При народженні дівчинка отримала титул «Її Імператорська та Королівська Високість ерцгерцогиня Австрійська, принцеса Угорщини та Богемії». Країною в цей час правив її дядько Франц II.
Новонароджена мала старшу сестру Марію Терезу та братів Альбрехта, Карла Фердинанда та Фрідріха. Ще один брат, Рудольф, помер немовлям до її появи на світ. За півтора року в сім'ї народився молодший син — Вільгельм.

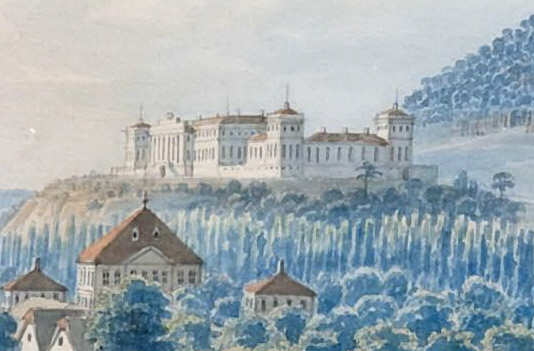
Вайльбурзький замок

Її батькові на той час було 54 роки. Він був ветераном Наполеонівських воєн, очолював австрійську армію, мав чин фельдмаршала та численні нагороди, а за три роки до народження доньки успадкував Тешинське герцогство. Матір померла молодою від скарлатини, коли Марії Кароліні було чотири роки. Їхній нерівний шлюб із батьком був щасливим, і він більше не одружувався.
Літньою резиденцією сім'ї був Вайльбурзький замок поблизу Бадену, який батько звелів збудувати для матері після весілля. У Відні родині належав палац, який передав їм у спадок Альбрехт Саксонський разом із герцогством.
Вихованням юної ерцгерцогині займалися батько та старший брат Альбрехт. З батьком вона часто відвідувала різні заходи. Так, у 1837 році вона супроводжувала його при випробовуванні першої залізничної колії між Флорісдорфом та Ваграмом.
У 1844-му Марія Кароліна стала принцесою-настоятелькою католицького Терезіанського інституту шляхтянок у Празі, де перебувала до свого одруження.

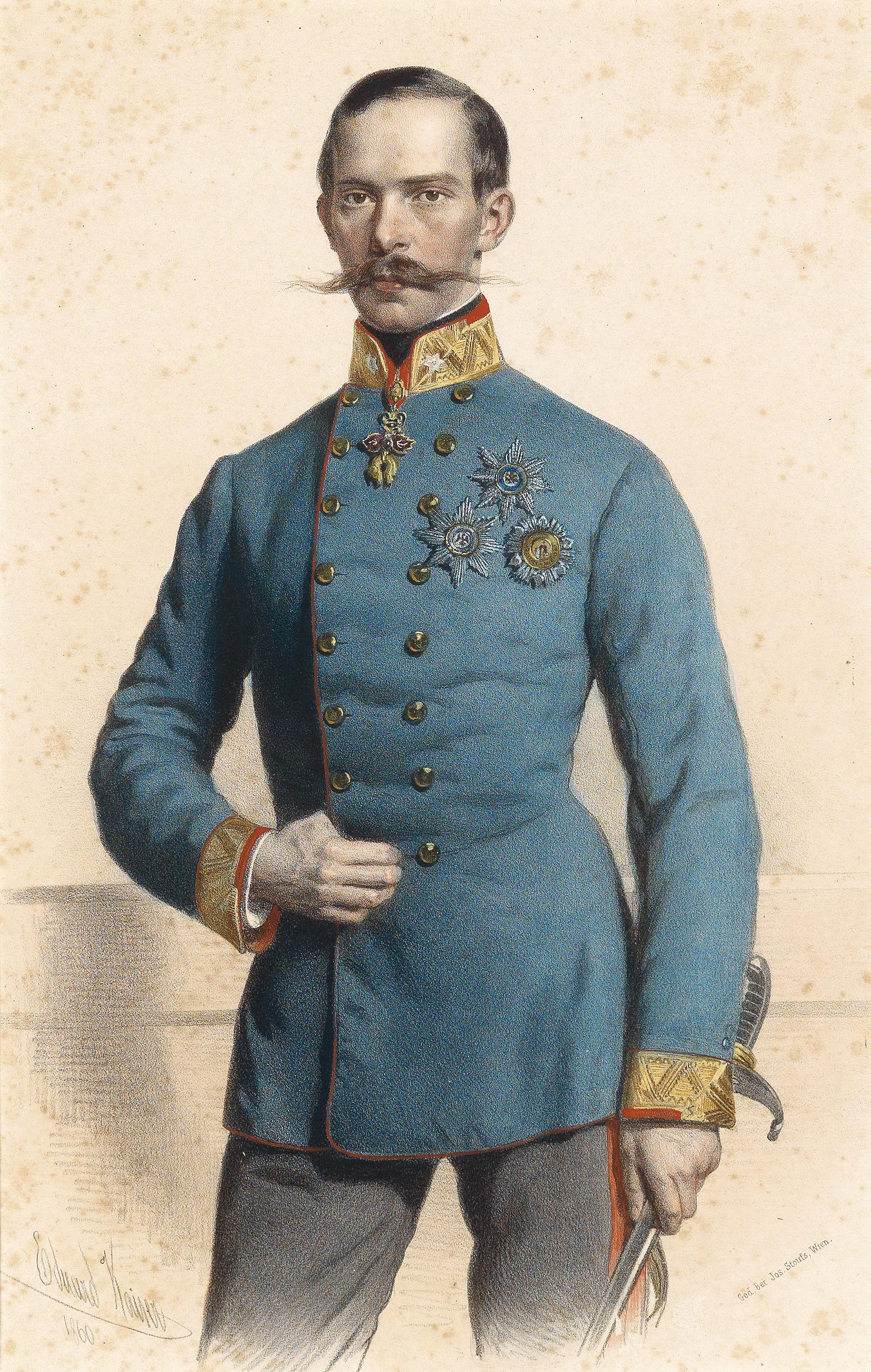
Райнер Фердинанд Австрійський

У віці 26 років вона взяла шлюб із своїм кузеном Райнером Фердинадом Австрійським, трохи молодшим від неї. Весілля відбулося 21 лютого 1852 року у Відні. Наречений був сином віце-короля Ломбардо-Венеційського королівства Райнера Йозефа Габсбурга — рідного брата Карла Тешенського, і з приводу весілля отримав під своє командування піхотний полк. Шлюб виявився дуже щасливим та тривалим, але бездітним.
У 1854 подружжя оселилося у 4-му окрузі Відня, де чоловік придбав у барона Ґеймюллера великий палац, що був першим приватним будинком в столиці, який освітлювався газом. Будівля невдовзі стала називатися Палац Ерцгерцога Райнера, і перебувала у віданні пари до кінця життя.
Марія Кароліна мала доброзичливий та прямий характер. І, будучи глибоко релігійною людиною, болісно сприймала відсутність власних дітей, тому віддано і з любов'ю брала участь у вихованні дітей інших членів імператорської родини. Вони називали її тітка Марія Райнер.
Під її патронатом перебували численні соціальні заклади, лікарні, школи та дитячі будинки. Серед них були віденська лікарня для дітей ім. святого Йосипа та притулок для хлопчиків ім. святого Йосипа. Вона заснувала також кілька благодійних фондів для дітей із неблагополучних сімей та молодих людей, що прагнуть навчатися.
Імператорський двір з великою шаною ставився до ерцгерцогині, і вона завжди була бажаною гостею. Серед народу, завдяки своїм справам, вона здобула людське визнання і для себе, і для свого чоловіка. Протягом десятиліть подружжя вважалося однією з найпопулярніших серед Габсбургів пар.
У травні 1874-го року Райнер Фердинанд придбав триповерхову віллу поблизу Бадена, збудовану Отто Вагнером за кілька років для цього. До її складу входили головний будинок, портик, сад, оранжерея та господарські служби. Пара протягом наступного життя проводила там літні місяці. У 1875-му в саду додатково звели каплицю.
У 1912 році пара відсвяткувала 60-річницю подружнього життя. Урочистості з приводу цього ювілею стали однією з останніх яскравих подій Австро-Угорської імперії та імператорського дому.
Райнер Фердинанд пішов з життя рік після цього, взимку 1913 року. Марія Кароліна пережила його на півтора року і померла 17 липня 1915 року на їхній віллі у Бадені. Її поховали поруч із чоловіком у імператорському склепі Капуцинеркірхе у Відні.
У листопаді 1916 року не стало імператора Франца Йозефа I, що доводився принцесі двоюрідним племінником. А за три роки Австро-Угорська імперія припинила своє існування.

## Нагороди
Орден королеви Марії Луїзи № 749 (Іспанія).